# Antal Doráti
Antal Doráti (/ˈɒntɒl ˈdoraːti/ Budapest, 9 de abril de 1906 - Gerzensee, Suiza, 13 de noviembre de 1988) fue un director de orquesta estadounidense de origen húngaro. Obtuvo la ciudadanía estadounidense en 1947. Recibió la Orden del Imperio Británico.

## Biografía
Su padre era violinista de la Orquesta Filarmónica de Budapest. Estudió en la Academia Ferenc Liszt, sus profesores de composición fueron: Zoltán Kodály y Leó Weiner, y el de piano, Béla Bartók.
Realizó simultáneamente sus estudios musicales con los de filosofía en la Universidad de Viena.
En 1924, a los 18 años, debutó en la Ópera de Budapest como director de orquesta y, cuatro años más tarde, en 1928, obtuvo el puesto de director asistente de Fritz Busch en la Ópera de Dresde. Tras esto se hizo cargo durante ocho años de la dirección musical de Los Ballets Rusos de Montecarlo, compañía sucesora de la que fundara Serge Diaghilev.
En 1937 apareció por primera vez en los Estados Unidos al frente de la Orquesta Sinfónica Nacional de Washington, orquesta que dirigiría posteriormente durante siete años (1970-77). En 1941 fue nombrado director musical del New American Ballet Theater, cargo en el que permaneció durante cuatro años.
Doráti dirigió y reorganizó la Orquesta Sinfónica de Dallas tras la Segunda Guerra Mundial (1945-48) y durante once años fue director musical de la Orquesta Sinfónica de Mineápolis, con la que grabó más de cien discos entre 1949 y 1960, lo que ayudó a que su nombre empezara a ser conocido a nivel internacional, aparte de elevar el nivel artístico de dicha orquesta hasta convertirla en una de las mejores del segundo nivel estadounidense. La carrera de Doráti adquirió proyección y fue requerido para actuar como invitado en Europa, colaborando con la Orquesta Sinfónica de Londres y participando en la fundación de la Orquesta Philharmonia Hungarica en 1957 (agrupación con sede en Alemania y compuesta casi en su mayoría por profesores húngaros exiliados). Con ella llevó a cabo la colosal labor de registrar todas las sinfonías de Haydn, uno de los grandes hitos de la historia de la fonografía.
En 1960 Doráti acabó su compromiso en Mineápolis y retornó a Europa para estudiar música barroca, al tiempo que dirigía en los principales coliseos operísticos europeos. En 1963 Doráti fue nombrado director de la Orquesta Sinfónica de la BBC por tres años. Después fue director titular de la Orquesta Filarmónica de Estocolmo (1965-1972); de la Orquesta Sinfónica Nacional de Washington (1970-1977); de la Royal Philharmonic (1975-1978), con la que grabó La Creación y Las estaciones de Joseph Haydn y de la Orquesta Sinfónica de Detroit (1979-1984). Todas estas formaciones lograron alcanzar un magnífico nivel artístico y técnico gracias a la labor de Doráti, siendo nombrado director honorífico de todas ellas en 1981.
Antal Doráti fue un gran formador de orquestas gracias a la disciplina de su trabajo. Sus ejecuciones eran claras y muy acentuadas en el aspecto rítmico, con lo que lograba una destacable claridad sonora. Ejerció la dirección orquestal como un acto de autoridad, aunque no dictatorial. Nunca fue amigo del glamour pese a que su efectividad como director fue muy destacada. No tenía una expresividad muy marcada en el podio, con una puntuación parca y funcional, que le hizo aparecer como un maestro serio pero enérgico. Los resultados sonoros de sus ejecuciones fueron claros y fluidos, consiguiendo unas versiones de las obras muy cercanas a las indicaciones del compositor.
Director de un amplísimo repertorio, destacó en sus interpretaciones de Schoenberg, Bartók, Mahler y Chaikovski. Hizo interpretaciones apreciables de Beethoven y Brahms aunque siempre volvió a Haydn, su compositor predilecto. La vitalidad de Doráti se reflejó también en los estudios de grabación, siendo uno de los directores que más registros llevó a cabo a lo largo de su vida (más de 600). También sacó tiempo para la composición y para el desarrollo de otras inquietudes artísticas como la pintura o la literatura.
Su debut el Covent Garden londinense como director de ópera tuvo lugar en 1962 con El gallo de oro de Rimski-Korsakov. Debido a su gran interés por la música contemporánea, Doráti estrenó el Concierto para viola de Bartók (1949) y el Concierto para orquesta de Gerhard (1965), entre otras muchas obras orquestales.
Antal Doráti dio numerosas clases magistrales, sobre todo en el Royal College of Music de Londres y en la Academia de Música de Budapest. Era conocido por su memoria excepcional de las obras de su repertorio. Forma parte de la prestigiosa escuela de directores de origen húngaro como Fritz Reiner, George Szell, Eugene Ormandy y Georg Solti. Artista mundialmente reconocido se definía a sí mismo como un « médico de la orquesta », que tenía por objetivo hacer avanzar y progresar las formaciones musicales que dirigió.
Adquirió la nacionalidad estadounidense en 1947.
Publicó su autobiografía (Notes of Seven Decades) en 1979.
Doráti falleció en Gerzensee, Suiza, el 13 de noviembre de 1988, a la edad de 82 años.

## Obra
Antal Doráti no se limitó a la dirección de orquesta, sino que realizó arreglos orquestales de obras de autores como Johann Strauss y compuso más de veinte obras, entre las que se pueden destacar:
- Dos Sinfonías
- Piezas para oboe solo.
- Dúo concertante para oboe y piano (1983).
- Jesus oder Barabbas? Melodrama para recitante, coro y orquesta sobre un libreto de Frigyes Karinthy, estrenada en Budapest el 10 de diciembre de 1987.
- Trío para oboe de amor, oboe, corno inglés y cuerdas (1986).
- Missa Brevis (1959)
- Cantata de cámara para barítono, The two Encantments of Li-Tai-Po (1958)
- Concierto para violín y orquesta

## Carrera
Doráti desempeñó el puesto de director titular en las siguientes orquestas:
- Ballets Rusos, director musical (1937-1941).
- New American Ballet Theatre Orchestra (1941–1945).
- Orquesta Sinfónica de Dallas (1945–48)
- Orquesta Sinfónica de Mineápolis (1949–60)
- Orquesta Sinfónica de la BBC (1963–66), con quien estreno sus obras: Symphony in Five Movements y Madrigal Suite.
- Orquesta Filarmónica de Estocolmo (1966–70), con la que grabó sus obras: Sinfonías n.º 1 y 2 (Querela Pacis) en el sello BIS.
- Orquesta Sinfónica Nacional de Washington (1970–77), a la que rescató de la bancarrota y de una huelga de los músicos.
- Orquesta Sinfónica de Detroit (1977–81)
- Orquesta Filarmónica de Londres (1975–79)

## Grabaciones
Su inmenso legado discográfico (con más de 600 grabaciones) cuenta con interpretaciones de referencia, como las de los ballets y las sinfonías de Chaikovski, las obras de Bartók o de Rajmáninov. Fue el primero en grabar las sinfonías y las óperas completas de Joseph Haydn y por ello Antal Doráti se ha visto desde siempre ligado a estas grabaciones como uno de los grandes proyectos de la historia de la fonografía: La grabación completa de las sinfonías de Haydn ejecutadas por la Orquesta Philharmonia Hungarica. Estas interpretaciones, apoyadas sobre la reedición de las partituras llevada a cabo por Robbins-Landon, no sólo fueron un importante logro cuantitativo, sino que también tuvieron el mérito de presentar a la fase inicial del Clasicismo con todos sus rasgos tempestuosos y formales y Haydn, un compositor que se fue apartando del entretenimiento de la nobleza y que contribuyó decisivamente a conformar la conciencia musical de una burguesía cada vez más poderosa, sonó preciso y a la vez profundo con ese perceptible acento húngaro brindado por Doráti. El director húngaro trató de subrayar el papel pionero de Haydn en una época en la que frecuentemente se le consideraba, partiendo de la perspectiva beethoveniana, como un anticuado precursor.
Entre sus otras grabaciones pueden destacarse las siguientes:
- Bartók: Concierto para orquesta, Ritratti, Mikrokos. Con la Orquesta Sinfónica de Londres, Mercury.
- Bartók: Concierto para violín n.º 2, Suite n.º 2 - Yehudi Menuhin (violín), Orquesta Sinfónica de Mineápolis, 1955/1957, Mercury.
- Bartók: El mandarín maravilloso, Sonata para dos pianos y percusión. Dorati/Frid/Ponse, 1960/1964 Mercury
- Bartók: El príncipe de madera, Música para cuerda, percusión y celesta. Con la Orquesta Sinfónica de Londres, 1960/1964, Mercury
- Bartók: El castillo de Barbazul.  Con la Orquesta Sinfónica de Londres, 1961, Mercury.
- Berg: Wozzeck (selección).  Solistas: Szonyi/Pilarczyk. Orquesta Sinfónica de Londres, 1962, Mercury.
- Beethoven, Sinf. n. 7/Egmont/Leonora - Dorati/LSO, 1960/1963 Mercury
- Beethoven's 5th - London Symphony Orchestra/Antal Dorati, 2013 U-5
- Beethoven's 7th - London Symphony Orchestra/Antal Dorati, 2013 U-5
- Beethoven Chaikovsky, Wellington/1812/Capricho it. - Dorati/LSO, Decca
- Chaikovski, La Bella Durmiente - Dorati/Royal CGO, 1981 Philips
- Chaikovski, 1812 Festival Orchestra, Op. 49 /Capricho Italiano. Op. 45 - Dorati/Orquesta Sinfónica de Mineápolis/University Of Minnesota Brass Band, 1954 Mercury - Grammy Hall of Fame Award 1998.
- Dvorak, Danzas eslavas op. 46, 72/Polka - Dorati/Royal PhO/Detroit SO, Decca
- Dvorak, Bruch, Chaikovsky, Conc. vlc./Kol Nidrei/Var. sobre un tema rococó - Starker/Dorati/LSO, 1962/1964 Mercury
- Enesco: Roumanian Rhapsody N.º 1 - Antal Dorati/London Symphony Orchestra, 1991 Mercury
- Kodaly, Hary Janos/Sinf. in do/Galanta - Dorati/Phil. Hungarica, Decca
- Orff, Carmina burana - Dorati/Burrowes/Shirley-Quirk, 1976 Decca
- Rajmáninov: Piano Concertos Nos. 2 & 3, Prelude in E Flat Major and Prelude in C Sharp Minor - Antal Dorati/Byron Janis/London Symphony Orchestra/Orquesta Sinfónica de Mineápolis, 1991 Mercury
- Stravinski, Pájaro de fuego/Petrouchka/Consagración de la primavera - Dorati/Detroit SO, 1981/1984 Decca
- Wagner, Holandés herrante - Dorati/Tozzi/Rysanek/Liebl, 1960 Decca

## Homenajes
El compositor Allan Pettersson le dedicó su Sinfonía n.º 7.

## Concurso Internacional de Dirección de Orquesta Antal Doráti
La Orquesta Sinfónica de Budapest MAV ha promovido la primera edición del Concurso Internacional de Dirección de Orquesta Antal Doráti en el año 2015, con el patrocinio de la embajadora de Italia en Hungría, Maria Assunta Accili, en cooperación con el Centro Italiano de Cultura en Budapest, junto a Studio Musica Hungary, y el Contempoars International Artists Agency.
El objetivo del concurso es impulsar la carrera de directores de orquesta emergentes y estará abierto a músicos de todas las nacionalidades, sin límite de edad. El concurso se llevará a cabo en Budapest en la Sala de Conciertos “G. Verdi” del Instituto Italiano de Cultura. La orquesta del concurso será la Orquesta Sinfónica de Budapest MAV.